# Archivio nazionale cinema d'impresa
L'Archivio Nazionale Cinema d'Impresa (CIAN) viene istituito nel 2005 a Ivrea per conservare e diffondere i documenti visivi realizzati in ambito d'impresa. 
L'Archivio fa parte del Centro Sperimentale di Cinematografia. 

## La sede
L'archivio ha sede nell'ex asilo olivettiano progettato da Mario Ridolfi in collaborazione con Volfango Frankl.

## I film d'impresa
L'Archivio Nazionale Cinema d'Impresa conserva circa 82.000 rulli di film realizzati a partire dai primi anni del Novecento da imprese come italiane.
Aem Milano, Aurora Penne, Birra Peroni, Borsalino, Bosca, Breda, Edison, Fiat, Ferrovie dello Stato, Frama Film International, GFT, GTT, Innocenti, IREN, Istituto per il Commercio Estero, Italgas, Metropolitana Milanese, Montecatini, Montedison, Necchi, Nino Cerruti, Olivetti, Rancilio, Recchi, Menabrea, Venchi Unica, Veneranda Fabbrica del Duomo, enti di ricerca come l’Enea e l’Enea Antartide; case di produzione come Frama Film International-Victor J Tognola, Fargo Film, Documento Film, RPR, Buttafarro, Showbiz-Ranuccio Sodi, Film Master e Rectafilm, associazioni culturali Art Doc Festival, FEDIC e privati come Edoardo Fadini, Filippo Paolone, Agata Guttadauro, Arcangelo Mazzoleni, Andrea Berbacchi, Ranuccio Sodi, Antonio Canevarolo e Corrado Farina.. 
Il cinema d'impresa ha rappresentato dagli anni Trenta agli anni Ottanta un settore importante della politica aziendale e ha prodotto migliaia di documentari che oggi costituiscono un patrimonio prezioso per ricostruire la storia economica e sociale dell'Italia e più complessivamente la memoria del nostro tempo.

## I film di famiglia, il cinema religioso, il cinema militante
Negli ultimi anni l’Archivio si è aperto a generi cinematografici poco o per nulla conosciuti come il cinema a tematica religiosa, con i film della Congregazione Salesiana, della Veneranda Fabbrica del Duomo, del Centro di Documentazione Ebraica di Milano, dell’Archivio Tavola Valdese e della Mediacor; il cinema sperimentale e militante, il cinema amatoriale e il cinema di famiglia di cui conserva una delle più grandi collezioni nazionali: circa 10.000 film che testimoniano l’evoluzione della società italiana da un punto di vista insolito.